# Nueva Zelanda en la Copa Mundial de Fútbol de 1982
La selección de fútbol de Nueva Zelanda fue una de las 24 participantes de la Copa Mundial de Fútbol de 1982, celebrada en España.
Consiguió su pasaje al Mundial por sus grandes logros en las eliminatorias, tales como superar a Australia en la primera fase, vencer 5-0 a Arabia Saudita cuando ese era el único resultado que le servía a los Kiwis y la victoria 2-1 sobre China en el desempate.
Con un plantel compuesto por 22 jugadores que se desempeñaban en el país y Australia, los All Whites -apodo que recibió la selección durante la fase de clasificación- cayeron en sus tres presentaciones ante Escocia, la Unión Soviética y Brasil. Steve Sumner y Wooddin fueron los únicos neozelandeses que lograron convertir, ambos ante el seleccionado escocés. Aun así, el combinado de Nueva Zelanda no recibió tarjetas.

## Clasificación

### Primera ronda
En la primera ronda, Nueva Zelanda fue sorteada junto con Australia, China Taipéi, Fiyi e Indonesia en el grupo 1, también llamado grupo oceánico.
| Equipo        | Pts | PJ | PG | PE | PP | GF | GC | Dif |
| ------------- | --- | -- | -- | -- | -- | -- | -- | --- |
| Nueva Zelanda | 14  | 8  | 6  | 2  | 0  | 31 | 3  | 28  |
| Australia     | 10  | 8  | 4  | 2  | 2  | 22 | 9  | 13  |
| Indonesia     | 6   | 8  | 2  | 2  | 4  | 5  | 14 | -9  |
| China Taipéi  | 5   | 8  | 1  | 3  | 4  | 5  | 8  | -3  |
| Fiyi          | 5   | 8  | 1  | 3  | 4  | 6  | 35 | -29 |

| Fecha                | Lugar    | Partido       | Partido                 | Partido | Partido                 | Partido       |
| -------------------- | -------- | ------------- | ----------------------- | ------- | ----------------------- | ------------- |
| 25 de abril de 1981  | Auckland | Nueva Zelanda |                         | 3:3     |                         | Australia     |
| 3 de mayo de 1981    | Suva     | Fiyi          |                         | 0:4     |                         | Nueva Zelanda |
| 7 de mayo de 1981    | Taipéi   | China Taipéi  | Bandera de China Taipéi | 0:0     |                         | Nueva Zelanda |
| 11 de mayo de 1981   | Yakarta  | Indonesia     |                         | 0:2     |                         | Nueva Zelanda |
| 16 de mayo de 1981   | Sídney   | Australia     |                         | 0:2     |                         | Nueva Zelanda |
| 23 de mayo de 1981   | Auckland | Nueva Zelanda |                         | 5:0     |                         | Indonesia     |
| 30 de mayo de 1981   | Auckland | Nueva Zelanda |                         | 2:0     | Bandera de China Taipéi | China Taipéi  |
| 16 de agosto de 1981 | Auckland | Nueva Zelanda |                         | 13:0    |                         | Fiyi          |

### Ronda final
Los ganadores de cada grupo de la primera ronda (Arabia Saudita, China, Kuwait y Nueva Zelanda) se cruzaron en una liga con el sistema de todos contra todos. Los dos primeros clasificarían al Mundial.
| Equipo         | Pts | PJ | PG | PE | PP | GF | GC | Dif |
| -------------- | --- | -- | -- | -- | -- | -- | -- | --- |
| Kuwait         | 9   | 6  | 4  | 1  | 1  | 8  | 6  | 2   |
| Nueva Zelanda  | 7   | 6  | 2  | 3  | 1  | 11 | 6  | 5   |
| China          | 7   | 6  | 3  | 1  | 2  | 9  | 4  | 5   |
| Arabia Saudita | 1   | 6  | 0  | 1  | 5  | 4  | 16 | -12 |

| Fecha                    | Lugar    | Partido        | Partido | Partido | Partido | Partido        |
| ------------------------ | -------- | -------------- | ------- | ------- | ------- | -------------- |
| 24 de septiembre de 1981 | Pekín    | China          |         | 0:0     |         | Nueva Zelanda  |
| 3 de octubre de 1981     | Auckland | Nueva Zelanda  |         | 1:0     |         | China          |
| 10 de octubre de 1981    | Auckland | Nueva Zelanda  |         | 1:2     |         | Kuwait         |
| 28 de noviembre de 1981  | Auckland | Nueva Zelanda  |         | 2:2     |         | Arabia Saudita |
| 14 de diciembre de 1981  | Kuwait   | Kuwait         |         | 2:2     |         | Nueva Zelanda  |
| 19 de diciembre de 1981  | Riad     | Arabia Saudita |         | 0:5     |         | Nueva Zelanda  |

#### Partido de desempate
Al finalizar igualados con China, los Kiwis debieron jugar un desempate en Singapur para determinar el segundo clasificado de Asia-Oceanía para España 1982.
| 27 de diciembre de 1981 | Nueva Zelanda           | 2:1 | China               | Estadio Nacional, Singapur      |                                 |
|                         | Wooddin 24' · Rufer 47' |     | Huang Xiangdong 75' | Asistencia: 60.000 espectadores | Asistencia: 60.000 espectadores |

## Enfrentamientos previos
| Fecha                 | Lugar        |               |                          | Resultado |                    |         |
| --------------------- | ------------ | ------------- | ------------------------ | --------- | ------------------ | ------- |
| 11 de febrero de 1982 | Auckland     | Nueva Zelanda | Bandera de Nueva Zelanda | 1:2 (1:1) | Bandera de Hungría | Hungría |
| 14 de febrero de 1982 | Christchurch | Nueva Zelanda | Bandera de Nueva Zelanda | 1:2 (1:0) | Bandera de Hungría | Hungría |

## Jugadores
| #     | Nombre           | Posición         | Edad | Club                  |
| ----- | ---------------- | ---------------- | ---- | --------------------- |
| 1     | Richard Wilson   | Arquero          | 26   | Preston Lions         |
| 2     | Glenn Dods       | Defensor         | 24   | Adelaide City         |
| 3     | Ricki Herbert    | Defensor         | 21   | Mount Wellington      |
| 4     | Brian Turner     | Mediocampista    | 32   | Gisborne City         |
| 5     | Dave Bright      | Defensor         | 32   | Manurewa AFC          |
| 6     | Bobby Almond     | Defensor         | 31   | Invercargill Thistle  |
| 7     | Wynton Rufer     | Delantero        | 19   | Miramar Rangers       |
| 8     | Duncan Cole †    | Mediocampista    | 23   | North Shore United    |
| 9     | Steve Wooddin    | Delantero        | 27   | South Melbourne       |
| 10    | Steve Sumner †   | Mediocampista    | 27   | West Adelaide SC      |
| 11    | Sam Malcolmson   | Mediocampista    | 34   | East Coast Bays       |
| 12    | Keith Mackay     | Mediocampista    | 25   | Gisborne City         |
| 13    | Kenny Cresswell  | Mediocampista    | 24   | Gisborne City         |
| 14    | Adrian Elrick    | Defensor         | 32   | North Shore United    |
| 15    | John Hill        | Defensor         | 32   | Gisborne City         |
| 16    | Glen Adam        | Defensor         | 23   | Mount Wellington      |
| 17    | Allan Boath      | Mediocampista    | 24   | West Adelaide SC      |
| 18    | Peter Simonsen   | Mediocampista    | 23   | Manurewa AFC          |
| 19    | Billy McClure    | Mediocampista    | 24   | Mount Wellington      |
| 20    | Grant Turner †   | Delantero        | 23   | Gisborne City         |
| 21    | Barry Pickering  | Arquero          | 25   | Miramar Rangers       |
| 22    | Frank van Hattum | Arquero          | 23   | Manurewa AFC          |
| D. T. | John Adshead     | Director técnico | 40   | Bandera de Inglaterra |

## Participación
Primera fase (Grupo 6)
| Selección       | Pts. | PJ | PG | PE | PP | GF | GC | Dif. |
| --------------- | ---- | -- | -- | -- | -- | -- | -- | ---- |
| Brasil          | 6    | 3  | 3  | 0  | 0  | 10 | 2  | 8    |
| Unión Soviética | 3    | 3  | 1  | 1  | 1  | 6  | 4  | 2    |
| Escocia         | 3    | 3  | 1  | 1  | 1  | 8  | 8  | 0    |
| Nueva Zelanda   | 0    | 3  | 0  | 0  | 3  | 2  | 12 | -10  |

| 15 de junio de 1982, 21:00 | Escocia                                                      | 5:2 (3:0) | Nueva Zelanda            | Estadio La Rosaleda, Málaga                                              |                                                                          |
|                            | Dalglish 18' · Wark 29', 32' · Robertson 73' · Archibald 79' | Reporte   | Sumner 54' · Wooddin 64' | Asistencia: 36.000 espectadores Árbitro(s): David Socha (Estados Unidos) | Asistencia: 36.000 espectadores Árbitro(s): David Socha (Estados Unidos) |

| 19 de junio de 1982, 21:00 | Unión Soviética                           | 3:0 (1:0) | Nueva Zelanda | Estadio La Rosaleda, Málaga                                                 |                                                                             |
|                            | Gavrilov 24' · Blokhin 48' · Baltacha 68' | Reporte   |               | Asistencia: 19.000 espectadores Árbitro(s): Yusef Mohammed El Ghoul (Libia) | Asistencia: 19.000 espectadores Árbitro(s): Yusef Mohammed El Ghoul (Libia) |

| 23 de junio de 1982, 21:00 | Brasil                                    | 4:0 (2:0) | Nueva Zelanda | Estadio Benito Villamarín, Sevilla                                         |                                                                            |
|                            | Zico 28', 31' · Falcão 64' · Serginho 70' | Reporte   |               | Asistencia: 43.000 espectadores Árbitro(s): Damar Matovinovic (Yugoslavia) | Asistencia: 43.000 espectadores Árbitro(s): Damar Matovinovic (Yugoslavia) |